# .th

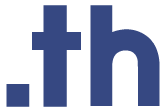

.th는 태국의 국가 코드 최상위 도메인이다. 태국 네트워크 정보센터 재단 (THNIC)이 관리한다.

## 등록
.co.th으로 된 도메인명의 등록은 복잡한 절차를 거쳐야 한다. 특히 신청된 도메인명과 동일한 이름의 기업문서 복사본을 제출해야 하는데, 예컨대 'acme.co.th'란 주소를 사용하고 싶다면 실제로 'Acme 유한회사'란 이름으로 등록된 기업이 있어야 한다는 것이다. 이러한 점 때문에 태국의 웹사이트는 주소 끝에 .com을 쓰는 경우가 많다.
또 한 기업은 .co.th 도메인 하나만 소유할 수 있으며 그마저도 그 기업의 이름이나 기업명의 이니셜로 등록해야 한다. 상표의 경우에도 상표 하나당 .co.th 도메인 하나만 소유할 수 있다.

## 2차 도메인
THNIC는 .th 도메인의 등록을 3차 도메인에만 넣을 수 있고, 그마저도 사전에 정해진 2차 도메인에 맞춰 쓸 수 있도록 하였다. 그 유형은 다음과 같다.
| 영어명  | 태국어명   | 적용범위         |
| ------- | ---------- | ---------------- |
| .ac.th  | .ศึกษา.ไทย  | 학술용           |
| .co.th  | .ธุรกิจ.ไทย  | 상업용           |
| .go.th  | .รัฐบาล.ไทย | 정부용           |
| .mi.th  | .ทหาร.ไทย  | 군용             |
| .or.th  | .องค์กร.ไทย | 비영리 단체      |
| .net.th | .เน็ต.ไทย   | 인터넷 제공      |
| .in.th  | .ไทย       | 개인, 기업, 기관 |

## 두번째 최상위 도메인
2010년에는 태국에 새로운 최상위 도메인이 등록 및 도입됐다. .한국과 마찬가지로 태국어에 맞춰 쓴 최상위 도메인으로, '.ไทย'라 쓴다. 도입 1년 뒤인 2011년 기준 해당 도메인을 사용한 웹사이트는 수천 곳에 달하는 것으로 조사됐다.
태국어로 된 2차 도메인 '.ไทย'은 영어로 된 도메인인 '.in.th'로 넘겨주기 처리된다. 또 이를 3차 도메인 자리에 넣고 싶을 경우 위쪽의 .th 표처럼 지정된 형태의 .ไทย 도메인을 사용해야 한다.